# Angel of Death
«Angel of Death» (укр. Янгол смерті) — один з найпопулярніших і найсуперечливіших творів в історії треш-металу. Перший трек з альбому Reign in Blood американського треш-метал гурту Slayer. Тексти і музика були написані гітаристом гурту Джеффом Ганнеманом і ґрунтувалася на історії життя нацистського лікаря Йозефа Менгеле, який проводив медичні експерименти над в'язнями концтабору Аушвіц під час другої світової війни. «Angel of Death» стала причиною звинувачення колективу в нацизмі і расизмі, які супроводжували музикантів протягом всієї їхньої кар'єри.
Незважаючи на суперечки навколо пісні, яка послужила причиною відстрочки релізу Reign in Blood, «Angel of Death» була включена в усі концертні альбоми Slayer та DVD, а також з'явилася в декількох фільмах. Пісня була добре прийнята критиками; Стів Х'ю з Allmusic описав її як «класичну».

## Походження
На написання пісні «Angel of Death» Джеффа Ганнемана надихнули книги, засновані на історії життя нацистського лікаря Йозефа Менгеле, який проводив медичні експерименти над в'язнями концтабору Аушвіц під час Другої світової війни, які він прочитав під час концертного турне. Відповідаючи на питання журналістів про спірність лірики цієї пісні, яка викликала звинувачення гурту в симпатіях до нацистів та расизму, він сказав
|  | Мені нема про що шкодувати. Багато дивилися документальні фільми про Йозефа Менгеле по телевізору, адже їх ніхто в цьому не звинувачує. А я прочитав книжку, і зрозумів, наскільки хворим він був, ось і написав пісню «Angel of Death». |

## Текст
У тексті описано хірургічні експерименти Йозефа Менгеле на пацієнтах в концентраційному таборі Аушвіц.. Дослідження Менгеле проводились на групах людей і включали фізичні і психологічні досліди.. Серед тестів і дослідів він проводив ті, які згадані у пісні, такі як експериментальна хірургія, виконана без анестезії, переливання крові між близнюками, зшивання тіл, перевірка витривалості організму в повній ізоляції, отруєння газами, ін'єкції зі смертельними мікробами і вірусами, статеві операції і зміни, видаленням органів і членів.
Пісня «Angel of Death» стала постійно включатися в програму концертів групи, і її виконання наживо особливо подобається Джеффу Ганнеману.

## Суперечки
Дистриб'ютор Def Jam Recordings, Columbia Records, відмовився видавати альбом через викликаючу тематику пісень і жорстокої обкладинки. Reign in Blood в кінцевому рахунку поширювався Geffen Records, однак через розгорілу критику він не з'явився в списку видань цієї компанії.
«Angel of Death» викликав різку критику серед тих що залишилися живі після Голокосту, так само як і в їх родинах і в суспільстві. Теми лірики привели до звинувачень на адресу гурту в їх симпатії до нацизму, які слідували за Slayer протягом всієї їхньої кар'єри.
Га
ннеман захоплюється колекціонуванням військових німецьких медалей, і нацистська Німеччина відображена в деяких написаних ним текстах. Інтерес до нацистської Німеччини розпочався з трофейних медалей, подарованих йому батьком. Його найбільша гордість — Лицарський хрест, куплений у шанувальника Slayer за $ 1000. У турі з Motörhead, Ханнеман виявив, що вокаліст Motörhead Леммі теж цікавиться медалями, і вони провели багато часу обговорюючи медалі, зброя і тактику, використовувані вермахтом.
Після виходу альбому «Reign in Blood», за текст пісні «Angel of Death», на Slayer посипалися звинувачення в симпатіях до нацизму. У пісні містяться подробиці про досліди нацистського лікаря Йозефа Менгеле над в'язнями Аушвіцу під час другої світової війни, прозваного «Янгол Смерті».
Ганнеман заперечував усі звинувачення в нацизмі:
|  | Я знаю, чому люди перекручують лірику моєї пісні — це — тому що вони сприймають це як те, що я симпатизую Йозефу Менгеле. Коли вони читають лірику, що я написав до пісні "Angel of Death", вони бачать в ній виправдання цій людині, але це не так, він був поганою людиною, я не виправдовую нацизм, а лише цікавлюся цією темою |

.
Учасники гурту часто заявляли, що не виправдовують нацизм, а лише цікавляться цією темою.
Крім того, продюсер гурту і близький друг Рік Рубін має єврейський родовід, їх вокаліст Том Арайа — чилієць з дуже побожної католицької родини, їх барабанщик Дейв Ломбардо — кубинець.
Згідно із словами Керрі Кінга:
|  | Так, Slayer нацисти, фашисти, комуністи — все це забавне лайно. Ми отримали більшість критики через це в Німеччині. Чому ж ніхто не критикує документальні фільми та книги про нацизм, люди отримують цю думку в свої голови особливо в Європі - і Ви ніколи не переконаєте їх що це не пропаганда нацизму і Другої світової війни. |

У 2006 році, пісня «Jihad» з альбому Christ Illusion порівнювалась с «Angel of Death». Пісня «Jihad» розповідає про терористичні напади 11 вересня 2001 року, і розповідає історію від особи терориста. Вокаліст Том Арая очікував, що ця пісня створить подібну зворотну реакцію, як після виходу «Angel of Death», хоча цього не сталося.

## Музика та структура
«Angel of Death» разом з «Raining Blood» є найдовшою піснею на альбомі  Reign in Blood, триває вона 4 хвилини 51 секунду, тоді як загальна тривалість альбому становить 28 хвилин. Безумовно, рифи гітаристів гурту і їх сольні партії для 80-х-90-х рр. XX століття були унікальними. Використовуючи нетрадиційний для тих років «знижений» лад (іноді — на півтону від Е), вони створювали риффами, з частим використанням в них тритонів (зменшеної квінти, «диявольського інтервалу»), характерну похмуру підкладку, яка, разом з технікою дабл-бас на барабанах створювали важку, гнітючу атмосферу. Бас-гітара чутна на альбомах вкрай рідко. Сольні партії — дуже витончена пентатоніка з хроматизмами, часте використання всіх можливостей електрогітари — «обертонів», важеля машин, ефекту «зворотного зв'язку». Просто дивно, як розвинене гармонійне і мелодійне мислення у гітаристів. Тексти вражають «гострою» граматикою. Безумовно, Джефф Ганнеман і Керрі Кінг — музиканти видатні.
Slayer відправилися в турне «Reign in Pain» (англ. Царство в болі) з гуртами Overkill в США і Malice в Європі, вони також грали «на розігріві» у W.A.S.P. під час їх американського туру в 1987 році. Але через місяць гастролей ударник Дейв Ломбардо покинув гурт, пояснивши, що в Slayer він заробляв недостатньо, враховуючи, що він недавно одружився.
Щоб закінчити турне, музиканти прийняли до гурту барабанщика гурту Whiplash Тоні Скальйоне (англ. Tony Scaglione).
Продюсер Рік Рубін щодня дзвонив Ломбардо, запевняючи його в тому, що він повинен повернутися в Slayer. Такої ж точки зору дотримувалася і дружина музиканта. Під її впливом Дейв Ломбардо повернувся до гурту в 1987 році. Рік Рубін приїхав до нього додому, посадив його у свій Порше і відвіз на репетицію Slayer.

## Критика
Slayer використовували викликану лірикою пісні «Angel of Death» суперечку, щоб використовувати орла зі свастикою як свою емблему в 1990-х, щоб отримати подальшу гласність і обговорення.
Використовуючи для своєї вигоди гласність, вироблену лірикою пісні, група використовувала нацистські образи, пристосовуючи емблему орла зі свастикою, протягом турне Seasons in the Abyss. Джефф Ганнеман помістив етикетки SS на свою гітару, і написав «SS-3» пісню про Райнгарда Геідріхе, заступника командира в організації Schutzstaffel.
Хоча «Angel of Death» не увійшла ні в які діаграми, вона отримала позитивні відгуки від рецензентів і критиків в оглядах альбому Reign in Blood.
У своїй рецензії Стів Х'ю (англ. Steve Huey), журналіст Allmusic, оцінив альбом п'ятьма балами з п'яти можливих. Reign in Blood був описаний ним як «незаперечна класика жанру». Критик видання Stylus Magazine Клей Джервіс (англ. Clay Jarvis) дав альбому оцінку «A+», охрестивши його «визначальним жанр» і просто «найвеличнішим металевим альбомом всіх часів», також зазначив, що пісня «Angel of Death» «підпалює дупи будь-якого гурту, що грає швидкий або важкий метал сьогодні». Згідно з рецензентом Адріеном Беграндом з Popmatters він зауважив, що перша композиція альбому, «Angel of Death», «є пам'яткою в історії металу». На його думку гра барабанщика Дейва Ломбардо на цій пісні, «мабуть, найбільш потужна партія ударних з усіх, коли-небудь записаних», а гітарні рифи Ганнемана і Кінга «складні і цікаві», а Том Арайа вражає своїм вокалом. Журнал Kerrang! назвав платівку Slayer «найважчим альбомом всіх часів».Q включив Reign in Blood в свій список «п'ятдесяти найважчих альбомів за весь час». В аналогічному списку — «100 найвеличніших альбомів з 1985 по 2005 рік» — в журналі Spin запис Slayer займає 67-е місце. На думку музичного критика Чада Бовера (англ. Chad Bowar) Reign in Blood — найкращий альбом жанру треш-метал з усіх, коли-небудь записаних.

## Появи в фільмах
Пісня «Angel of Death» звучить в кількох фільмах, наприклад, Гремліни 2 (коли Mohawk перетворюється на павука), Jackass: The Movie (епізод з автомобілями) і документальному фільмі Soundtrack to War, що вийшов в 2005 році, який деталізуює роль музики на сучасному полі битви. У 2005 році триб'ют-гурт Slayer під назвою Dead Skin Mask випустив альбом з вісьмома треками з Reign in Blood, включаючи «Angel of Death». Дет-метал гурт Monstrosity записав кавер-версію цієї пісні в 1999 році. «Angel of Death» також включена до збірки 2006 року гурту Apocalyptica - Amplified // A Decade of Reinventing the Cello. До складу триб'ют-альбому Al Sur Del Abismo (Tributo Argentino A Slayer), складеного лейблом Hurling Metal Records, увійшли 16 пісень Slayer, виконаних аргентинськими метал-гуртами, включаючи версію «Angel of Death», виконану колективом Asinesia. Рифи з «Angel of Death» та «Criminally Insane» використовувалися колективом KMFDM на їх треку 1990 року «Godlike». Також композиція «Angel of Death» увійшла в саундтрек відеоігри Tony Hawk's Project 8. Нолан Нельсон (англ. Nolan Nelson), який підбирав для неї пісні, говорив про «Angel of Death»: «Одна з найкращих пісень металу. Не знаєте, хто такі Slayer? Тоді мені вас шкода».
Пісня останнім часом з'являється в британській підліткової драмі Skins.